# テンバガー
テンバガー（英: Ten-bagger）は、株式市場において株価が10倍に成長した、または成長が見込まれる銘柄を指す業界用語（スラング）である。

## 語源
「bagger」は野球の塁打を意味し、1試合で10塁打を遂げるほど大活躍した選手のイメージを重ね、アメリカのウォール街で使われ始めた。フィデリティ・インベストメンツのファンドマネジャー、ピーター・リンチの著書により、日本でも広く知られるようになった。リンチは、著書『One Up On Wall Street』の中で「私のビジネスではホームラン（フォーバガー）は素晴らしいが、テンバガーは財政的にホームラン2本と二塁打に相当する。」と述べている。
値動きは、長期間かけて徐々に上昇するケースと、株価材料を受けて一時的に急騰するケースに大別できる。

## 日本の株式市場
2008年9月のリーマン・ショック後の最安値から、2022年1月末までに株価が10倍に上昇した銘柄は、東京証券取引所（東証一部・二部、ジャスダック、マザーズ）の3,769銘柄中946銘柄に上る。20倍以上に上昇した銘柄は405銘柄、100倍以上は47銘柄であった。反面、株価が90%下落し、1/10以下になることを「逆テンバガー」とも言う。アナリストの渡部清二は、テンバガーを達成した企業の共通点として「増収率が高い」「売上高営業利益率が10％以上」「オーナー企業であること」「上場から5年以内」の4点を挙げている。
一般に新興市場や、時価総額の小さめな小型株で起こりやすい傾向があり、日経マネーの調査によるとリーマン・ショック以降2020年のコロナショックまでに株価が上昇した839銘柄を調査したところ、7割以上は最安値時点の時価総額が50億円未満であった。しかし、ソニー、キーエンス、ソフトバンクグループが7000億円台から9～10兆円台にまで上昇するなど、大型株での事例も存在する。業種ごとでは、サービス業が19%、情報通信業が17.9%で、電気機器、小売業が続く。同調査において、調査期間中の売上高経常利益率の最高値は20%以上が839銘柄中の20%、10%以上20%未満の銘柄は36%であった。一般に、収益性のある企業がテンバガーとなるケースが多いことを裏付ける結果であるが、バイオベンチャーなど期間中に一度も黒字を計上しなかった企業でも、将来に新薬の開発に成功し多額の利益を得る可能性への期待から大きく買われる場合も稀に生じる。
日本の外資系投信運用会社では、テンバガーを愛称に持つ、外国株式を主な投資対象とした投資信託商品も販売されている。

## アメリカの株式市場
2009年末から2019年末にかけての2010年代でみると、ドミノ・ピザやNetflixの株価が30倍を超える上昇を遂げている。
ピーター・リンチは、著書『Beating the Street』の中で、「全米投資家協会（National Association of Investors Corp, NAIC）は繁栄の歴史を持ち、業績が上昇傾向にある成長企業の株式を取得する。ここはメニーバガーの土地であり、10年で元の投資額の10倍、20倍、さらには30倍になることも珍しくない」と記している。